# Croton dolichostachyus
Espèce
Croton dolichostachyus est une espèce de plantes à fleurs du genre Croton et de la famille des Euphorbiaceae, présente de la Colombie au Venezuela.